# John Thomas Romney Robinson
John Thomas Romney Robinson (23 tháng 4 năm 1792 – 28 tháng 2 năm 1882) là nhà thiên văn và nhà vật lý người Ireland.
Robinson sinh tại Dublin. Ông học tại trường Trinity College, Dublin, và nhận được học bổng năm 1814; ông làm phó giáo sư khoa học tự nhiên vài năm, cho đến năm 1821 ông nhận được trợ cấp của trường Enniskillen. Năm 1823 ông được chỉ định làm nhà thiên văn học tại đài quan sát Armagh, nơi mà ông nhận thêm được trợ cấp của Carrickmacross (từ năm 1824), nhưng ông luôn cư ngụ tại đài quan sát, tiến hành các nghiên cứu liên quan đến thiên văn học và vật lý cho đến khi ông mất năm 1882.
Robinson có nhiều bài báo khoa học, và hàng ngàn sao quan sát được trong danh mục sao của Armagh từ năm 1828 đến 1854 tại Đài quan sát Armagh, Dublin, (1859). Ông được biết đến nhiều nhất nhờ phát minh máy đo gió dạng chén để đo vận tốc gió.